# Earl Foster Thomson
Earl Foster Thomson (Cleveland, Estats Units 1900 - Santa Bàrbara 1971) fou un genet estatunidenc, guanyador de cinc medalles olímpiques.
Va néixer el 14 d'agost de 1900 a la ciutat de Cleveland, població situada a l'estat d'Ohio. Va morir a la seva residència de Santa Bàrbara (Califòrnia) el 5 de juliol de 1971. Es va graduar a l'Acadèmia Militar dels Estats Units a West Point, promoció de 1922. Es va retirar el 1954 com a coronel de l'exèrcit dels Estats Units. Es va casar amb Catherine Morris el 1931 que va morir el 1940, amb vint-i-nou anys.

## Carrera esportiva
Especialista en la modalitat de concurs complet d'equitació, tot i que també va participar en proves de doma clàssica, va participar als 31 anys en els Jocs Olímpics d'Estiu de 1932 a Los Angeles (Estats Units), on va guanyar la medalla d'or en el concurs complet d'equitació per equips i la medalla de plata en la prova individual d'aquesta modalitat amb el cavall Jenny Camp. En els Jocs Olímpics d'Estiu de 1936 a Berlín (Alemanya nazi) va repetir la medalla d'argent en la prova individual, si bé en la prova per equips no van finalitzar la competició. En els Jocs Olímpics d'Estiu de 1948 a Londres (Regne Unit) va guanyar novament la medalla d'or en la prova per equips del concurs complet, finalitzant així mateix vint-i-unè en la prova individual amb el cavall Reno Rhythm. En aquests mateixos Jocs participà en les proves de doma, i hi va guanyar la medalla d'argent en la prova per equips i finalitzant vuitè en la prova individual amb el cavall Pancraft.
En els Jocs Olímpics d'estiu de 1952 a Hèlsinki (Finlàndia) fou jutge de competició i en els Jocs Olímpics d'estiu de 1960 a Roma (Itàlia) fou cap de l'equip nord-americà desplaçat als Jocs.